# Igor Jovanović
Igor Jovanović (ur. 17 maja 1990) – serbski siatkarz, grający na pozycji rozgrywającego. 

## Sukcesy klubowe
Mistrzostwo Serbii:
- 2009, 2010
- 2016
- 2012, 2013, 2015

Puchar Serbii:
- 2015

Puchar Challenge:
- 2015[4]

Superpuchar Serbii:
- 2015

Mistrzostwo Rumunii:
- 2021
- 2020

Mistrzostwo Hiszpanii:
- 2022[5]